# Anyakönyv
Az anyakönyv egy plébánia, egyházközség vagy település írásos nyilvántartása, amelyet a születésekről, keresztelésekről, házasságkötésekről, illetve halálesetekről vezetnek. Kezdetben az adott katolikus egyház plébánosa (Mária Terézia 1750-es pátense értelmében esetleg a káplán, a kórusvezető kántor, a sekrestyés, a harangozó, a templomgondnok vagy más személy) vezette, majd a szekularizáció után bevezetésre került a világi, állami anyakönyvezés, de emellett az egyes vallási felekezetek tagjainak anyakönyvezése is folytatódott. Nemcsak a nemesek, hanem szinte minden társadalmi csoport kutatására alkalmas. Mivel semleges, adatszerű források és egy település szinte minden lakóját tartalmazzák, rendkívül értékesek a tudomány számára.
Az anyakönyv kifejezés a latin matricula megfelelője, mely a latin matrix 'anya, anyaállat, anyaméh, anyakönyv, törzskönyv' kicsinyítő képzős származéka. Franciaországban Napóleon polgári törvénykönyve vezette be a polgári anyakönyvezést, Angliában és Wales-ben 1837-ben, a Monarchiában 1895-ben tértek át az állami anyakönyvezésre.

## Jogi fogalma
Az anyakönyv
- a) a születéssel,
- b) a házassággal,
- c) a bejegyzett élettársi kapcsolattal és
- d) a halálesettel

kapcsolatos, a 2010. évi I.  törvényben felsorolt adatokat, valamint az azokban bekövetkezett változásokat tartalmazza.

## Az anyakönyvezés fejlődése

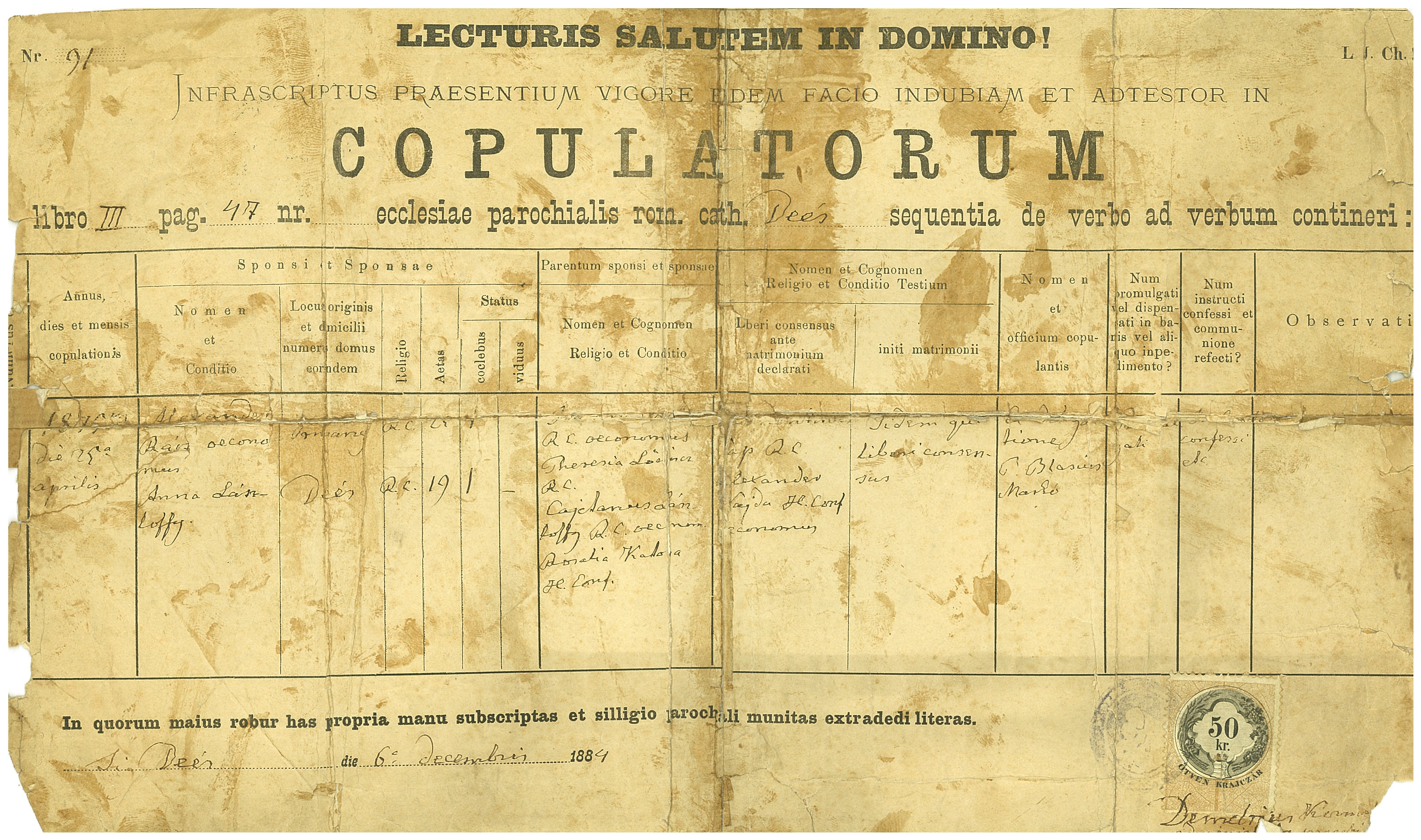
A Katolikus Egyház plébániája által kiállított házassági anyakönyvi kivonat - Dés, 1884

A kereszténység első századaiban a diakónus a dyptichákról olvasta fel az élők és meghaltak neveit és imát is mondott értük. Kétféle dypticha létezett: a vivorum és a mortuorum. A középkorból a templomok és kolostorok mellett eltemetettekről szórványosan maradtak fenn halotti jegyzékek. Az 1212-es párizsi zsinat elvetette a kötelező anyakönyvvezetést. I. Ferenc francia király (1515-1547) adott ki rendeletet arról, hogy az elhalálozott hűbéresekről a lelkészeknek jegyzéket kell vezetniük. A városi könyvek, krónikák a 13. századtól jöttek létre. Ezek négy csoportra oszthatók: 1. emlékiratok (memorabilita, eredetileg minden bejegyzés ide tartozott), 2. közigazgatási iratok (privilégiumok, pénzügyek, formulárok, másolatok, regiszterek), 3. városi bírói könyvek (bírói, tanácsi iratok, delegált bíróságok), 4. árvaügyi és az egyes városi intézmények könyvei. Ezek is fontos genealógiai adatokat tartalmaznak.
A mai anyakönyvezési gyakorlatot a Tridenti Zsinat 24. ülése (1563) fektette le. Az ülés első jegyzőkönyvének első fejezete a házasságok anyakönyvezéséről (matrica copulatorum) intézkedik, a második a megkereszteltek (matrica baptisatorum) és a keresztszülők jegyzékbe vételéről. A halotti anyakönyvezésről (matrica mortuorum) és az  anyakönyvi bejegyzések tartalmáról csak az ún. római rituálé, V. Pál pápa rendelete intézkedett 1614-ben. A plébánosokat három könyv vezetésére utasította: egyet a bérmáltakról, egyet a népességről (status animarum) és egyet az elhalálozottakról. Ezeken anyakönyveket Matrica tripartitának is nevezték. A születéseket, házasságokat és halálozásokat az egyházi és nem a patrimonális, feudális hovatartozás szerint tartották nyilván.
Magyarországon az 1515. évi veszprémi egyházmegye zsinata intézkedett először a megkereszteltek feljegyzéséről. Ezt és a Tridenti Zsinat határozatainak bevezetését a török előnyomulása odázta el. A Győri egyházmegye 1579-es zsinata a veszprémi határozatokat ismételte meg. A Tridenti Zsinat határozatainak végrehajtásáról az 1611-es nagyszombati egyházmegyei zsinat intézkedett. Pázmány Péter, esztergomi érsek az V. Pál által kiadott Rituale Romanumot az egész országban kötelezővé tette. A legrégibb fennmaradt római katolikus anyakönyvek, melyeket a Tridenti Zsinat határozatai szerint szerkesztettek a következők: Turócszentmárton (1601), Kőszeg (1633), Pápa (1638), Győr-Káptalan-domb (1642), Győr-Belváros (1643), Sárvár (1646), Sopron (1652), Gyöngyös (1654), Sopronbánfalva (1656), Ágfalva (1661).
A tridenti Zsinat határozatai befolyásolták a protestáns egyházak anyakönyvezési gyakorlatát is. A türelmi rendelet (1782) előtt az evangélikusok adatait is a katolikus anyakönyvekbe vezették be. A legrégibb evangélikus anyakönyvek a következők: Kassa (1587), Bártfa (1592), Selmecbánya (1594), Szepesszombat (1599), Sopron (1656), Ágfalva (1665), Nemeskér (1689), Nemescsó (1701), Vadosfa (1707), Celldömölk és Pápa (1708). A mai Magyarország területén a legrégibb református anyakönyv a kiskunhalasi 1678-ból, majd Győr (1682), Debrecen és Pápa (1703) következik. A magyarországi szerb ortodox anyakönyvek közül a legrégibbek a szentendrei (1725) és a szegedi (1727), majd Baja (Nagytemplom 1732, Kistemplom 1742), Eger (1748), Mohács és Siklós (1752) követi. A román ortodox egyházban csak néhány településről vannak egyházi anyakönyvek: Gyula-Miklósváros, Kétegyháza, Körösszegapáti (1779), Mezőpeterd, Vekerd (1783). A szerb és a román ortodox anyakönyvek a Nagy Péter cár írásreformjai előtti cirill betűkkel íródtak. A görögkatolikus anyakönyvek közül Magyarországon a legrégibbek a következők: Boldogkőváralja (1724), Baktalórántháza (1749), Tokaj és Hajdúdorog (1750), Hosszúpályi és Nagyléta (1764), Álmosd és Bodrogkeresztúr (1772). A nazarénus felekezet első anyakönyvei Kálon 1858-ból, Baranya vármegyében 1860-tól ismertek; Battonya, Szeged, Algyő (1870). A baptista egyház anyakönyvei Karcagon 1881-ből, Bonyhádon 1884-ből maradtak fenn.  Az izraelita közösség születési anyakönyvei az 1760-as évektől kezdődnek: Nagytétény (1760), Lovasberény (1764), Balatonboglár (1768), Zsámbék (1769), Kaposvár (1771), Marcali (1774). A zsidó anyakönyvek jelentős része az 1930-as, 40-es évekig tart.
A türelmi rendelet (1781) értelmében nemcsak a katolikus, hanem a református, evangélikus, görögkeleti egyházak és zsidó hitközségek is vezettek anyakönyveket, de ezek nem számítottak hivatalos okiratnak. Az evangélikusok számára a katolikus papok kizárólag anyakönyvezők voltak. Ezért a 18. század második felétől ezért az anyakönyvekben két oszlop van a katolikus és a protestáns felekezetek számára. A lutheránus és református anyakönyveket 1829-ben ismerték el hivatalos okiratnak, de a katolikus papok felügyelete alatt. Az evangélikus anyakönyveket végül 1866-ban elismerték jogerős okiratnak. Ettől az évtől vezettek anyakönyveket a járási hivatalok és a városi magisztrátusok a nem vallásos személyek számára is. A zsidó anyakönyveket 1766-tól a helyi vagy a lakhelyhez legközelebbi rabbi vezette, 1797-től segéd anyakönyvelő által, a katolikus papok felügyelete alatt. A zsidó nevekkel gyakran volt gond, ezért II. József 1787-ben elrendelte, hogy minden zsidó polgár válasszon állandó családnevet. Mivel a német nyelvű anyakönyvekben vezették őket, a zsidók általában valamilyen német nevet választottak maguknak. A zsidó családok kutatását nehezíti az is, hogy ugyanazon faluban azonos névvel szerepelhetnek olyan családok is, melyek nincsenek rokonságban egymással.
A korai anyakönyveket II. József uralkodásáig általában nem rovatok szerint, hanem folyamatosan vezették, napok és hónapok szerint. A rovatok (megkereszteltek, házasság, elhalálozottak) a 18. század utolsó negyedétől kezdtek elterjedni. A római rituálé szerint vezetett anyakönyveknél a 18. század elejéig a feljegyzéseket általában egy könyvben vezették. A 17. század második felében van példa arra is, hogy a három anyakönyvet külön-külön könyvben vezették. A 18. század első felében a helyet, dátumot és az esemény leírását kezdik külön oszlopokban feljegyezni. Az 1787-es udvari dekrétum értelmében megjelentek a sablonszerű, majd a 19. század elejétől az előnyomtatott anyakönyvek. II. József rendelete szerint az anyakönyvnek tartalmaznia kellett a születés évét, hónapját és napját, a gyermek nevét, nemét és azt, hogy törvényes vagy házasságon kívüli-e, a szülők kereszt- és vezetéknevét, vallását, a keresztszülők teljes nevét, a házasságon kívüli gyermek apjának a nevét, ha elismerte az apaságot. A házassági anyakönyvnek tartalmaznia kellett az esküvő évét, hónapját, napját, a házszámot, a vőlegény kereszt- és vezetéknevét, vallását, életkorát, családi állapotát (nőtlen, özvegy), a menyasszony keresztnevét, vallását, korát, családi állapotát (hajadon, özvegy), a tanúk kereszt- és vezetéknevét, családi állapotát. A tanúknak mindig alá kellett írni az anyakönyvet. A halotti anyakönyveknek hat oszlopban tartalmaznia kellett a halál évét, hónapját és napját, a házszámot, a vallást, a halott nevét és korát, a halál okát.
A korai születési anyakönyvek csak a legfontosabb adatokat tartalmazták (a gyermek neve és születésének dátuma, a szülők és keresztszülők neve, a születés helye). Néha a keresztelést végző pap neve is szerepel. Mária Terézia 1770-ben elrendelte, hogy anyakönyvezni kell a házasságon kívül született gyermek apjának a nevét, ha elismerte az apaságot. 1771-től a birodalom egyes tartományaiban vezetni kellett a házak és a telkek számát is.
A házassági anyakönyvben megadták a jegyesek nevét, családi állapotát (hajadon, özvegy), a születés helyét és a tanúk nevét. Néha a menyasszony anyjának nevét is megtudjuk. A halotti anyakönyv megadja az elhalt nevét, gyermekkorúnál a szülők nevét, a lakhelyet és az életkort, mely a régebbi anyakönyvekben gyakran hiányzik. Itt van bejegyzés arról, hogy özvegyről van-e szó, esetleg arról, hogy hány évig tartott a házasság. A foglalkozás rendszerint a 19. századtól szerepel. A 18. században még csak néhány foglalkozást adnak meg (orgonista, molnár, üveges, tanító stb.). A szülők és néha a jegyesek foglalkozását, a halálozás okát később következetesebben jegyezték fel. A zsidó anyakönyvek tartalmazzák a szülészbába nevét, a fiúk esetében a körülmetélés dátumát és az azt végző személy nevét. 1852-től az anyakönyvekben megjelent a „megjegyzések” rovat az anyakönyvi adatok javítása, a vezetéknév megváltoztatása, halottá nyilvánítás, a halál különleges körülményei számára. Néha itt szerepel bejegyzés a halálról és az esküvőről, hogy elsőszülött-e a gyermek.
A katolikus anyakönyvek nyelve többnyire latin. Az 1840: VI. tc. 7. §-a értelmében 1843-50 között megjelent a magyar nyelv. A régebbi evangélikus anyakönyveket is latinul vezették, 1844-50-től magyarul (1850 után a felvidéki szlovák környezetben bibliai cseh nyelven). A régebbi zsidó anyakönyvekben uralkodik a német nyelv, később a magyar.

## Az anyakönyvek jogi szabályozása
A Magyar jogi lexikon szerint: 

„Anyakönyvek (lat. matriculae, libri parochia- les; ném. Matriken, Kirchenbücher; fr. matri- cule, registre paroissial; ang. register, parish- register), a lelkész vagy lelkészhelyettes által vezetett a) keresztelési, b) házassági, c) halálozási könyvek; ideszámíttatnak még a bérmálási s a hívek létszámát kimutató könyvek (liber confirmationis et liberstatus animarum). A.-nek neveztetnek, mivel csak az anya-, és nem a leány- vagy fiókegyházban vezettetnek. Az egyház első századaitól kezdve mindig szokásban volt az A.-et vezetni. Mint általános, az egész egyházban kötelező törvényt a tridenti zsinat rendelte el a házassági anyakönyv vezetését. (Sess. XXIV. c. 1. de ref. matrim.) Ugyané helyen c. 2. említtetik a keresztelési könyv. Az egyházi A.-ről kimerítően értekezik a Rituálé Romanum tit. 10. c. 27., melyben a liber matrimoniorum, liber status animarum, liber defunctorum vezetése minden lelkész szigorú kötelességévé tétetik; a keresztelési és bérmálási anyakönyv vezetése pedig csak azon lelkészeknek, kiknek templomaiban a keresztség vagy bérmálás kiszolgáltatik. A Rituale Romanum egyszersmind útmutatásokat s rovatos mintákat közöl, melyek szerint a bejegyzéseknek történniük kell. Az egyházi fórum előtt az A. s az ezekből vett hiteles kivonatok (formalis transcriptio de verbo ad verbum) a lelkész aláírásával és hivatalos pecsétjével ellátva teljes bizonyitéku okmányok (v. ö. Acta S. Sedis XIX. 40.). 
Magyarországon a polgári hatóságok a múlt század óta az egyházi A.-et saját ügykörükben használták s azoknak közhitelességü okmányok erejét kölcsönözték. Innét van az, hogy az állami törvényhozás az A. vezetését is szabályozta. Az 1827: XXIII. t. ez. ezeket tartalmazza: «A keresztelési, házassági s elhalálozási A., valláskülönbség nélkül, az illető lelkipásztorok által mindig két példányban állíttassanak ki. Az egyik példány minden év végével az illető törvényhatóságnak átadatik, az erről kiállított bizonyítványt a lelkész a parochia levéltárában elhelyezi. A törvényhatósági példányból csak azon esetben szabad közhitelű kivonatot szolgáltatni, ha aparochiában az eredeti példány elveszett. Azért jövőben is mindenki anyakönyvi kivonatokat az illető lelkipásztortól kérjen és csak azok nem létében fordulhat a törvényhatósághoz.» Az 1840: VI.t.ez. 7.§-aszerint «oly helyeken is, hol a gyülekezethez a szent beszédek magyar nyelven nem tartatnak, a jelen ország- gyűlés berekesztésétől számítandó 3 évek múlva az A.-ek magyar nyelven Írassanak». 1848-iki törvényhozásunk (XX. t. ez.) vallási ügyekben a teljes jogegyenlőség és viszonosság álláspontjára helyezkedett, mi az állam dologi hatáskörének az egyházak hatáskörétől való különválasztását vonta maga után. Ide járult az általánosan kötelező magyar magánjog codificatiójának tervbevétele (XV. t. ez.). Mindez s az állami jogrend biztosítása elengedhetetlen postulatum gyanánt tüntette fel az országgyűlés előtt az 1894 : XXXI., XXXII., XXXIII. t. ez. megalkotását. Ezen XXXIII. t. ez. szól az állami A.-ről, melyek értelmében a születések, házasságok és halálesetek közhitelű nyilvántartására és tanúsítására 1895 október 1-től fogva kizárólag arra hivatott közegek által vezetett állami anyakönyvek szolgálnak.”

### Felekezeti anyakönyvek
A római katolikus egyház a 16. század közepi tridenti zsinaton tette kötelezővé a hívők kereszteléseinek, házasságainak (esketéseinek) és halálozásainak (avagy temetéseinek) írásos rögzítését az utókor számára. Magyarországon jelentős lemaradással, a 17. század végén indult meg a felekezeti anyakönyvezés. Amíg a protestáns felekezetek nem rendelkeztek anyakönyvezési kapacitással, előfordult, hogy a helyi katolikus anyakönyvben örökítették meg a reformátusok és evangélikusok életeseményeit.
Az 1827. évi XXIII. törvénycikk elrendelte, hogy az egyházfiak (felekezettől függetlenül) két példányban vezessék az anyakönyveket, és a másodpéldányt szolgáltassák be a területileg illetékes hatóságoknak.
A keresztelési, esketési illetve halálozási anyakönyvek (matricula baptisatorum, matricula copulatorum, illetve matricula defunctorum) nyelve a katolikusok esetében a latin volt, 1837-től azonban át lehetett térni az anyakönyvek magyar nyelven történő vezetésére.
Az 1848–49-es forradalom és szabadságharc leverését követően, 1853. január 1-jén kötelező lett visszaállni a latin nyelvű anyakönyvezésre. Az izraelita hitközségek esetében a születési, házassági, illetve halálozási anyakönyvek (Geburts-Protokoll, Trauungs-Protokoll, illetve Todten-Protokoll) vezetése a legtöbb esetben csak 1850-ben indult meg, a többi vallási felekezettel ellentétben azokat német nyelven kellett vezetni. A kései megkezdés miatt gyakori volt, hogy a korábban nem anyakönyvezett zsidók születése akár 30-40 évvel később, ritkább esetenként haláluk után került bejegyzésre.

### Állami anyakönyvek
1868-tól lehetővé vált a polgári házasságkötés, 1895-ben pedig bevezették az állami anyakönyvezést, de az egyes felekezetek továbbra is vezettek saját anyakönyveket. Az anyakönyveket ma két példányban, a helyi önkormányzatok vezetik.
Az anyakönyvi eljárást az 1982. évi 17. törvényerejű rendelet szabályozta az 1980-as évek elejétől.
Az anyakönyvekre vonatkozó hatályos magyar szabályozást a 2010. évi I. törvény tartalmazza.
Az anyakönyvi eljárás bizonyos közigazgatási eljárások gyűjtőfogalma. Magyarországon a 2010. évi I. törvény szabályozza.

## Anyakönyvi eljárások
Anyakönyvi eljárás
- a) a házasságkötési szándék bejelentésére irányuló eljárás,
- b) a házasságkötés,
- c) a bejegyzett élettársi kapcsolat létesítése iránti szándék bejelentésére irányuló eljárás,
- d) a bejegyzett élettársi kapcsolat létesítése,
- e) a névváltoztatási eljárás,
- f) a házassági névviselési forma módosítására irányuló eljárás és
- g) az anyakönyvi nyilvántartások rendszerének vezetése.[8]

## Az anyakönyvek használata a családkutatás során
A családkutatás során alapvető szerepet kapnak a hiteles anyakönyvi adatok, ezért az ősök adatainak felderítésénél a legkorábbi ismert ősnek – ahonnan elindulhat a korábbi felmenők felderítése – ismerni kell származási helyét és vallását is, hogy a felmenőket tovább lehessen keresni, a területileg illetékes levéltárban vagy más intézményben.
Magyarországon 1844-ig a latin volt a hivatalos nyelv. Ezért régebbi anyakönyvek általában idegen (latin, esetleg német) nyelvűek, sok rövidítést tartalmaznak és régies, gyakran csak nehezen olvasható (mivel gót) betűkkel íródtak, a családkutatónak rendelkeznie kell a fontosabb nyelvi, paleográfiai, genealógiai stb. ismeretekkel. A munkát nehezíti a nevek eltérő írásmódja, az, hogy egy személy esetleg többször is házasságot kötött, nehezen olvasható az aláírása stb.
Az 1614-es római rituálé a születési anyakönyvek számára a következő formulákat írta elő: Az úr… évében … napján … hónapjában … én, … a Szent … templomának papja, … városában/falvában megkereszteltem ezen gyermeket, aki … napján született, … szülőktől, … egyházából, aki a … nevet kapta. A keresztszülők … fiú volt, … egyházából, a további keresztszülők …, a fiú/leány megadásával, … egyházából.
A házassági anyakönyvek számára a következő formulát írták elő: … évében, … havának … napján, a három előző kihirdetés utáni három ünnepet követően, melyek közül az első … napján történt, a második … napján, a harmadik … napján és az ünnepi istentiszteletek alkalmával semmilyen törvényi kifogás nem merült fel, én …, … templomának gondnoka … városában, megkérdeztem … ifjú legényt, … egyházából és … szüzet (vagy néhai … özvegyét, amikor … egyházából való özvegy volt) és jelenlétükben kölcsönös ünnepélyes beleegyezésüket vévén házastársakká nyilvánítottam őket
a tanúk … (ministráns?) fiú jelenlétében, aki … egyházához tartozik és … fiú jelenlétében, aki … stb. Később a Szűzanya egyházának szertartása szerint megáldottam őket.
A halotti anyakönyveknél a következő formulát kellett használni: … évében, … napján, … havában … fiú/leány … faluból, életének … évében (ha ismert), … házban a Szűzanya egyházának közösségében visszaadta lelkét az Úrnak. Testét eltemették … napján, … templomában, általam, … által meggyóntatván és a szentségek kiszolgáltatása után … napján.
Az egykori Csehszlovákia, Románia és a Szovjetunió állami szervei hatalmas egyházi anyakönyvi anyagot gyűjtöttek össze. A történeti Magyarország Ausztriához és az egykori Jugoszláviához került területeinek anyakönyveiről vannak magyarországi másolatok, de ezek nem teljesek.
Az anyakönyvek kutatását jelentősen megkönnyítik a különféle segédletek. 1780-tól rendelet írta elő, hogy az anyakönyvekhez betűrendes mutatót (index) kell készíteni, amit 1802-ben a régi anyakönyvekre is kiterjesztettek. Egyes tartományokban elrendelték az anyakönyvek leírásának elkészítését, és ezt a konzisztóriumokban kellett elhelyezni.
A genealógusok, elsősorban az amatőr családkutatók munkáját szinte teljesen meghatározza, hogy az állami levéltárakban található anyakönyvek mennyire hozzáférhetők. Az ún. holt anyakönyvek (általában 1900-ig) nagyrészt a levéltárakban találhatók, míg az ún. élő anyakönyvek (1900-tól) a városok anyakönyvi hivatalaiban vannak elhelyezve. Ezek általában nem tanulmányozhatók, de egyes országokban anyakönyvi kivonatot lehet belőlük kérni. A Magyar Országos Levéltár a személyi jogok védelme címén 1975-ben zárolta az 1867 és 1966 közti időszak anyagát és bizonyos jogi megszorítások ma is nagyban hátráltatják a kutatást. Ezzel szemben jó néhány utódállam levéltáraiban szinte szabadon hozzá lehet jutni a levéltári anyagokhoz. Ezért az amatőr kutatók számára szinte csak a mormon egyház Salt Lake City-i vagy nürnbergi adatbázisa hozzáférhető. Az egyházi levéltárak anyaga azonban nagyrészt kutatható.
1987 óta Magyarországon számos családkutatói iroda jött létre, amelyek meghatározott javadalmazás fejében képesek elvégezni az anyakönyvi és egyéb genealógiai kutatásokat.

## Az anyakönyvek hasznosítása
Fontos adatokkal szolgálnak a genealógia, a történettudomány, demográfia stb. számára az egykori népesség főbb életrajzi, statisztikai, esetleg egészségügyi stb. állapotára nézve. Az anyakönyvek gyakran tartalmaznak adatot a társadalmi helyzetre vonatkozóan (nobilis - nemes, colonus - paraszt). A római rituálé szerint vezetett, folyamatos szövegű anyakönyvekben a bejegyző gyakran tudósított egyéb eseményekről is. Az életrajzi adatokon kívül gyakran sok egyéb adat is megtalálható: a templomi vagyon jegyzéke, adatok a templomi orgonáról, a felújítási munkákról, a házalók, kereskedők, drótosok, üvegesek stb. vándorútjairól, a halál okáról, a járványokról. Néha a jelentős belföldi és külföldi események krónikaszerű bejegyzései is megtalálhatók (különleges események, katasztrófák, időjárási különlegességek).
Vidéken az első pontos népszámlálásokat az anyakönyvek alapján hajtották végre. A francia történeti demográfusok is az anyakönyvek kutatására alapozták módszerüket. M. Fleury és L. Henry ún. családrekonstrukciós módszere ma is iránymutató.
Az 1960-as évektől az USA mormon felekezetének támogatásával (Salt Lake City, Utah) az állami anyakönyvezés magyarországi bevezetéséig (1895. október 1.), a többi országhoz hasonlóan, lefényképezték az összes egyházi anyakönyvet. (Magyarországon 1959 és 1966 között.) Céljuk az összes ember családfájának az összeállítása. A mikrofilm-adatbázis Magyarországon is hozzáférhető, ezekről összefoglaló katalógus is készült. A Magyar Országos Levéltár Reprográfiai Osztálya minden tekercsről rendelkezik részletes katalógussal is. A MOL-ban lévő mikrofilmek beiratkozás után bárki által ingyenesen kutathatóak.
Az anyakönyvek adatait néha a címertan is hasznosítani tudja. Forgon szerint régi otrokocsi anyakönyvi feljegyzés volt az Ebeczky család címeréről a baji református levéltárban.